# (500463) 2012 TZ218
(500463) 2012 TZ218 es un asteroide perteneciente al cinturón de asteroides, descubierto el 11 de mayo de 2010 por el equipo del Spacewatch desde el Observatorio Nacional de Kitt Peak, Arizona, Estados Unidos.

## Designación y nombre
Designado provisionalmente como 2012 TZ218.

## Características orbitales
2012 TZ218 está situado a una distancia media del Sol de 3,029 ua, pudiendo alejarse hasta 3,406 ua y acercarse hasta 2,651 ua. Su excentricidad es 0,124 y la inclinación orbital 19,34 grados. Emplea 1925,62 días en completar una órbita alrededor del Sol.

## Características físicas
La magnitud absoluta de 2012 TZ218 es 16,2. 